# Khalid Askri
Khalid Askri (arab. خالد العسكري, ur. 20 marca 1981 w Missourze) – marokański piłkarz, grający jako bramkarz. Reprezentant kraju. Po zakończeniu kariery trener.

## Kariera klubowa

### Początki
Zaczynał karierę w Mouloudii Missour, gdzie do 1998 roku grał jako junior, następnie jako senior.

### FAR Rabat
1 lipca 1999 został zawodnikiem FAR Rabat. W sezonie 2010/2011 rozegrał 3 mecze w barwach tego klubu.

### Chabab Rif Al Hoceima
1 lipca 2011 roku przeszedł na wypożyczenie do Chabab Rif Al Hoceima. W tym zespole zadebiutował 25 sierpnia 2011 roku w meczu przeciwko FAR Rabat (0:0). Zagrał cały mecz i zachował czyste konto. W sumie wystąpił w 11 meczach.

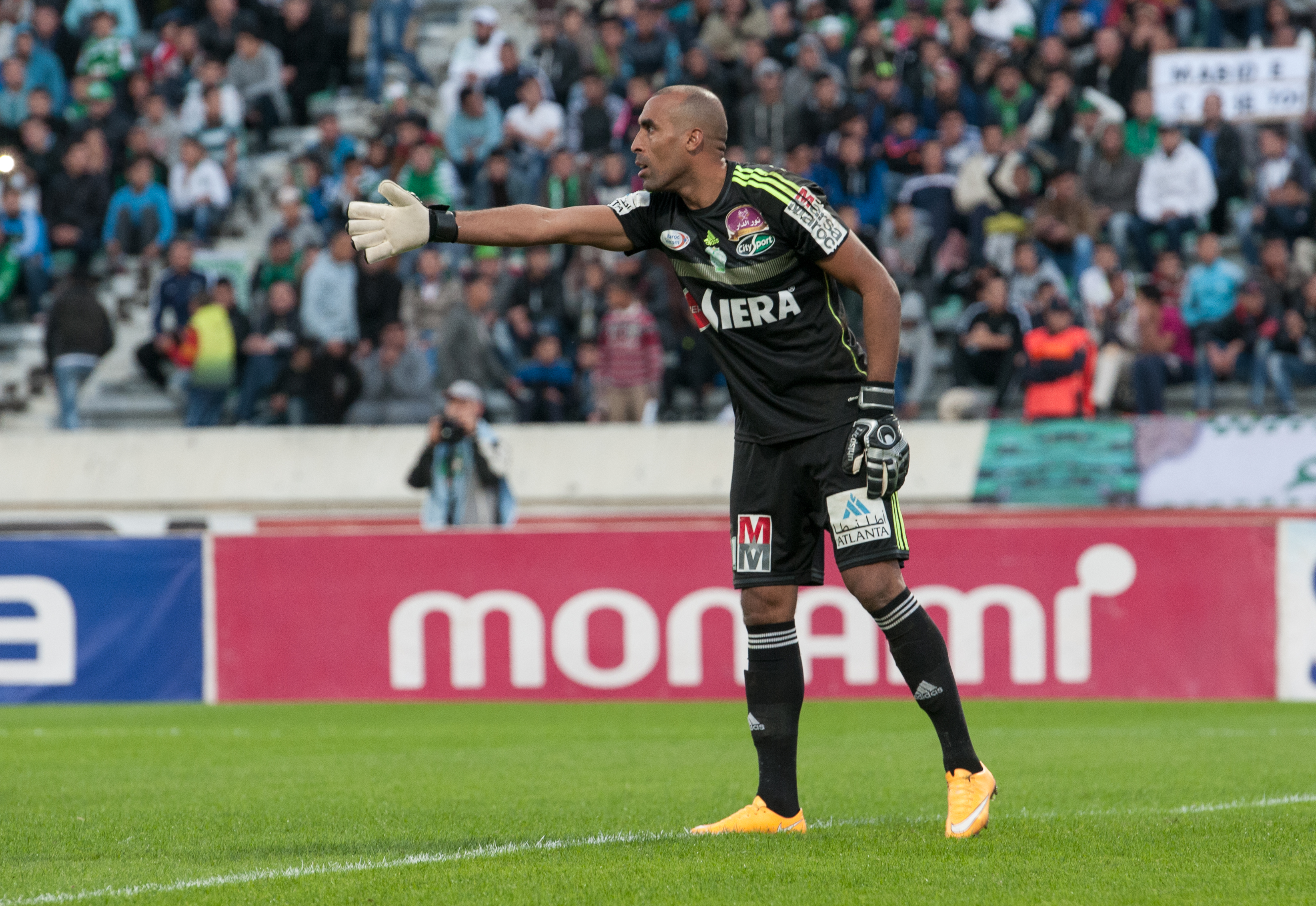
Khalid Askri w barach Raja Casablanca (2014)

### Raja Casablanca
11 stycznia 2012 roku został wypożyczony ponownie, tym razem do Raja Casablanca. W tym zespole debiut zaliczył 31 marca 2012 roku w meczu przeciwko Wydad Fès (porażka 2:0). Na boisko wszedł w drugiej połowie, zastąpił Yassine El Hada. Na wypożyczeniu zagrał 7 meczów ligowych.
1 lipca 2012 roku przeszedł na stałe do Raja za kwotę 300 tysięcy euro. W sezonie 2012/2013 rozegrał 27 meczów ligowych, sezon później rozegrał ich „komplet”, czyli 30. Sezon 2014/2015 zwieńczył 23 występami w GNF 1. 
W sezonie 2013/2014 brał udział w Klubowych Mistrzostwach Świata, gdzie wystąpił we wszystkich, 4 meczach, a Raja dotarła do finału.
Z zespołem z Casablanki zdobył puchar (2011/2012) i mistrzostwo Maroka.

### Difaâ El Jadida
1 lipca 2015 roku podpisał kontrakt z Difaâ El Jadida. W tym klubie debiut zaliczył 13 września 2015 roku w meczu przeciwko Renaissance Berkane (porażka 0:1). Askri rozegrał cały mecz. W sumie wystąpił w 21 meczach ligowych.

### Kawkab Marrakesz
23 września 2016 roku został graczem Kawkabu Marrakesz.

### Olympique Khouribga
19 grudnia 2016 roku przeszedł do Olympique Khouribga. W tym zespole zadebiutował 10 lutego 2017 roku w meczu przeciwko Moghrebowi Tétouan (wygrana 4:1). Rozegrał cały mecz. W sumie zagrał 11 spotkań.
1 lipca 2017 roku zakończył piłkarską karierę.

## Kariera reprezentacyjna
W reprezentacji Maroka zadebiutował 12 grudnia 2012 roku w meczu przeciwko reprezentacji Nigru (wygrana 3:0). Zagrał cały mecz. W sumie wystąpił w 3 meczach towarzyskich.

## Kariera trenerska
Pracował w FAR Rabat jako trener bramkarzy od 25 stycznia 2021 roku do 16 lipca 2023 roku.